# Stefan Mitrović (labdarúgó, 1990)
Stefan Mitrović (szerbül: Стефан Митровић; Belgrád, 1990. május 22. –) szerb válogatott labdarúgó, a KAA Gent játékosa.

## Pályafutása

### Klubcsapatokban
A Red Star Belgrade és a Rad akadémiáján nevelkedett, majd a Petržalka csapatánál lett profi játékos, megfordult a Zbrojovka és a Metalac Gornji csapataiban, mielőtt a belga Kortrijk szerződtette. 2013. május 7-én öt évre írt alá a portugál Benfica csapatához, de csak a második csapatban kapott lehetőséget, majd a spanyol Real Valladolid vette kölcsön. 2014. július 16-án a német Freiburg szerződtette. Október 4-én a Werder Bremen ellen debütált. A 2015–16-os szezont a belga KAA Gent csapatánál folytatta. 2018 júniusában a francia Strasbourg csapatába igazolt, ahol ligakupát nyert. 2021. július 6-án a spanyol Getafe szerződtette. 2024. február 1-jén két és fél éves szerződést kötött régi-új klubjával a KAA Genttel.

### A válogatottban
2014. június 1-jén debütált a felnőtt válogatottban a Panama elleni barátságos mérkőzésen. 2022 novemberében bekerült Dragan Stojković szövetségi kapitány 26 fős keretébe, amely a 2022-es labdarúgó-világbajnokságra utazott.

## Sikerei, díjai
- Strasbourg
  - Francia ligakupa: 2018–2019